# Germán Becker Alvear
Germán Becker Alvear (Temuco, 13 de marzo de 1955) es un ingeniero civil y político chileno de ascendencia paterna alemana. El 7 de mayo de 2023 fue electo miembro del Consejo Constitucional en las elecciones de 2023, obteniendo la tercera mayoría regional de La Araucanía, con 50.943 votos. 
Desde 2002 hasta 2018 se desempeñó por cuatro periodos consecutivos como diputado por las comunas de Padre Las Casas y Temuco (distrito N.° 50). Se desempeñó como embajador de Chile en Panamá, designado por el presidente Sebastián Piñera en mayo de 2018.
Anteriormente fue concejal por Temuco en 1996 y 2000. Es hijo del también exdiputado y exalcalde Germán Becker Baechler, además de hermano de Miguel Becker, exalcalde de Temuco.

## Biografía

### Familia
Hijo de María Antonieta Alvear Campos y Germán Becker Baechler.  También es hermano de Miguel Becker, alcalde de Temuco desde 2008 hasta 2020.
Está divorciado de Marta Victoria Inés Carrera Campos, con quién fue padre de tres hijas.

### Estudios y vida laboral
Realizó sus estudios secundarios en el Colegio Alemán de Temuco. Terminada su instrucción secundaria, ingresó a estudiar la carrera de Ingeniería Civil en la Universidad de Chile en Santiago, donde obtuvo el título de ingeniero civil.
Entre 1987 a 2000, se desempeñó como gerente general de DACSA S.A. y asesoró a la Dirección del Hospital Barros Luco-Trudeau.

## Trayectoria política

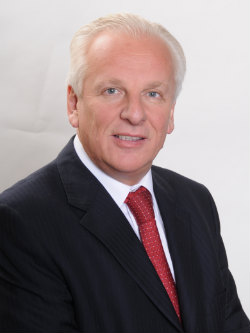
Germán Becker como diputado (2010)

En el área política, entre 1995 y 1996, asumió la presidencia distrital del partido Renovación Nacional (RN) en la Región de la Araucanía, cargo que volvió a asumir entre 1999 a 2000. Entre 1997 y 2000, asumió como concejal de la Municipalidad de Temuco. Desde el año 2000 a la fecha, ha sido presidente regional de su partido.
En diciembre de 2001, fue elegido diputado en representación de su partido por la IX Región de la Araucanía (período legislativo 2002-2006), distrito N.º 50, correspondiente a las comunas de Padre Las Casas y Temuco.
Integró las comisiones permanentes de Gobierno Interior, Regionalización, Planificación y Desarrollo Social; Educación, Cultura, Deportes y Recreación; y de Familia. Además de la Comisión Especial de Pequeña y Mediana Empresa (PYME) y sobre Seguridad Ciudadana.
En diciembre de 2005, fue reelecto diputado por el mismo partido e igual distrito (período legislativo 2006-2010). Durante su gestión, presidió la Comisión Permanente de Gobierno Interior y Regionalización; e integró la de Hacienda; Superación de la Pobreza, Planificación y Desarrollo Social; Educación, Deportes y Recreación; y de Cultura y de las Artes. También, formó parte de la Comisión Investigadora sobre Casinos de Juego.
Fue miembro de los grupos interparlamentarios chileno-alemán, chileno-australiano, chileno-brasileño y chileno-holandés. Junto con la Misión Oficial del presidente de la Cámara de Diputados visitó Italia y Francia.
En diciembre de 2009, fue confirmado para un tercer periodo por el mismo partido e igual distrito (período legislativo 2010-2014). En marzo de 2010 asumió como primer vicepresidente de la Cámara de Diputados. También, fue presidente de la Comisión Permanente de Gobierno Interior; integrante de las comisiones permanentes de Educación; y de Ciencia y Tecnología. Además, del comité parlamentario de RN.
En las elecciones parlamentarias de noviembre de 2013, fue reelecto diputado, por el mismo distrito N.° 50, cumpliendo un cuarto periodo legislativo (2014-2018).
Integró las comisiones permanentes de Ciencias y Tecnología; y Gobierno Interior, Nacionalidad, Ciudadanía y Regionalización.
En las elecciones del 19 de noviembre de 2017, postuló por un cupo en el Senado, en representación del partido Renovación Nacional por la 11a. Circunscripción, Región de La Araucanía, dentro del pacto Chile Vamos, no resultando electo.
En las elecciones del 7 de mayo de 2023, postuló por un cupo en el Consejo Constitucional, en representación del pacto electoral Chile Seguro, por el partido Renovación Nacional, por la región de La Araucanía, resultando electo como tercera mayoría regional.

## Historial electoral

### Elecciones municipales de 1996
- Elecciones municipales de 1996, Temuco[3]

(Se consideran solo candidatos con sobre el 1 % de votos y candidatos electos como concejales, de un total de 22 candidatos)

### Elecciones municipales de 2000
- Elecciones municipales de 2000, Temuco[4]

(Se consideran solo candidatos con sobre el 1 % de votos y candidatos electos como concejales, de un total de 22 candidatos)

### Elecciones parlamentarias de 2001
- Elecciones Parlamentarias de 2001 a Diputados por el distrito 50 (Temuco y Padre Las Casas)[5]

### Elecciones parlamentarias de 2005
- Elecciones Parlamentarias de 2005 a Diputados por el distrito 50 (Temuco y Padre Las Casas)[6]

### Elecciones parlamentarias de 2009
- Elecciones Parlamentarias de 2009 a Diputados por el distrito 50 (Temuco y Padre Las Casas)[7]

### Elecciones parlamentarias de 2013
- Elecciones Parlamentarias de 2013 a Diputados por el distrito 50 (Temuco y Padre Las Casas)[8]

### Elecciones parlamentarias de 2017
- Elecciones parlamentarias de 2017, candidato a senador por la Circunscripción 11, Región de la Araucanía (Angol, Carahue, Cholchol, Collipulli, Cunco, Curacautín, Curarrehue, Ercilla, Freire, Galvarino, Gorbea, Lautaro, Loncoche, Lonquimay, Los Sauces, Lumaco, Melipeuco, Nueva Imperial, Padre Las Casas, Perquenco, Pitrufquén, Pucón, Purén, Renaico, Saavedra, Temuco, Teodoro Schmidt, Toltén, Traiguén, Victoria, Vilcún)[9]

### Elecciones de consejeros constituyentes de 2023
- Elecciones de consejeros constitucionales de 2023, para la Circunscripción 11 (Región de La Araucanía )[10]